# Paramatachia
Genre
Synonymes
- Neomatachia Hickman, 1950

Paramatachia est un genre d'araignées aranéomorphes de la famille des Desidae.

## Distribution
Les espèces de ce genre sont endémiques d'Australie.

## Liste des espèces
Selon World Spider Catalog (version 17.0, 08/06/2016) :
- Paramatachia ashtonensis Marples, 1962
- Paramatachia cataracta Marples, 1962
- Paramatachia decorata Dalmas, 1918
- Paramatachia media Marples, 1962
- Paramatachia tubicola (Hickman, 1950)

## Publication originale
- Dalmas, 1918 : Araignée nouvelle d'Australie (Arachn. Psechridae). Bulletin de la Société Entomologique de France, vol. 1917, p. 350-351 (texte intégral).